# Fissidentalium concinnum
Fissidentalium concinnum är en blötdjursart som först beskrevs av von Martens 1878.  Fissidentalium concinnum ingår i släktet Fissidentalium och familjen Dentaliidae. Inga underarter finns listade i Catalogue of Life.